# Robert Altman
Pour les articles homonymes, voir Altman.
Robert Altman [ˈɹɑbəɹt ˈɔːltmən], né le 20 février 1925 à Kansas City dans le Missouri et mort le 20 novembre 2006 au Cedars Sinai Medical Center (comté de Los Angeles), est un réalisateur, producteur et scénariste américain connu pour son style à la fois naturaliste et esthétique. En 2006, l'Academy of Motion Picture Arts and Sciences lui a décerné un Oscar d'honneur.
Ses films MASH et Nashville sont sélectionnés et inscrits au National Film Registry afin d'être conservés à la bibliothèque du Congrès.
Il remporte, comme Henri-Georges Clouzot, Jean-Luc Godard, Michelangelo Antonioni et Jafar Panahi, les prix suprêmes des trois principaux festivals européens (Cannes, Berlin et Venise), réalisant le grand chelem des festivals.

## Biographie

### Enfance et début de carrière
Altman est né à Kansas City dans le Missouri d’un père né de bonne famille, courtier en assurance et passionné de jeux d’argent, Bernard Clement Altman, et d’une descendante des pèlerins du Mayflower originaire du Nebraska, Helen Mathews. Les ancêtres de Robert Altman étaient allemands, anglais et irlandais. Son grand-père paternel, Frank Altmann Sr. change son nom de famille en « Altman ». Robert Altman reçoit une éducation catholique stricte. Il fréquente les lycées Rockhurst et Southwest de Kansas City avant d’être envoyé à l’Académie militaire de Wentworth près de Lexington dans le Missouri où il termine ses études secondaires. En 1943, alors âgé de dix-huit ans, Altman s’enrôle dans les United States Army Air Forces (USAAF) et sert pendant la Seconde Guerre mondiale en tant que copilote de bombardiers B-24. C’est au cours de son entraînement dans l’USAAF en Californie qu’Altman entrevoit les lumières scintillantes d’Hollywood et se prend à en rêver. À la fin de son service en 1947, Altman s’installe à Los Angeles et s’essaye à l’art dramatique, l’écriture et la réalisation.
La carrière d’acteur d’Altman est de courte durée ; il fait une brève apparition en tant que figurant dans La Vie secrète de Walter Mitty (The Secret Life of Walter Mitty). Il écrit ensuite une ébauche de scénario pour le film Christmas Eve et la vend à la RKO le scénario du film Bodyguard (1948), coécrit avec Richard Fleischer. Ce succès inespéré permet à Altman de s’installer à New York et d’entamer une carrière d’écrivain. C’est là qu’il fait la connaissance de George W. George avec qui il écrit, sans toujours les publier, de nombreuses pièces de théâtre, comédies musicales, romans et articles de magazines. Mais il ne rencontre pas le succès espéré et retourne s’installer à Hollywood où il ouvre un magasin pour animaux pour se faire de l’argent. Son entreprise fait faillite et, en 1950, Altman retourne auprès des siens à Kansas City, ruiné mais prêt à tout pour avoir une deuxième chance dans l’industrie du cinéma.

### Premiers pas dans l’industrie cinématographique
Comme il n’existait pas encore d’école de cinéma, Altman entra dans la Calvin Company, la plus importante maison de production de l’époque dont le siège était à Kansas City et qui possédait le plus grand laboratoire de développement de films en 16 mm. Altman, fasciné par cette énorme machinerie, fit d’abord ses preuves en tant que scénariste avant de commencer à réaliser des films. Pendant les six ans que dura sa collaboration en tant que réalisateur avec la Calvin Company, Altman réalisa entre 60 et 65 courts-métrages qui lui permirent de se faire la main tout en gagnant 250 $ la semaine. Il apprit également à tourner des films rapidement et dans les délais imposés autant par les petites que par les grosses productions. D’un point de vue technique, il se familiarisa avec tous les outils du réalisateur : la caméra, la perche de prise de son, les éclairages, etc.
Cependant, Altman se lassa du format cinématographique industriel et se mit à la recherche de projets plus risqués. Il partit plusieurs fois pour Hollywood où il essaya d’écrire des scénarios mais revint à chaque fois à la Calvin Company. Selon Altman, les dirigeants de la Calvin Company baissaient un peu son salaire à chaque fois qu’il revenait. Après sa troisième tentative, à l’occasion d’une réunion de travail, ils annoncèrent qu’ils ne le reprendraient pas s’il recommençait.

### Premiers longs métrages
En 1955, Robert Altman quitte la Calvin Company sans plus avoir l’intention d’y revenir. Il est rapidement embauché par Elmer Rhoden Jr., le directeur d’une salle de cinéma de Kansas City, pour écrire et réaliser un film de série B à petit budget sur la criminalité adolescente intitulé The Delinquents qui deviendra son premier long métrage. Altman écrit le scénario en une semaine et le tourne en deux avec un budget de 63 000 USD à Kansas City. Rhoden Jr. voyait dans ce film un moyen de démarrer rapidement sa carrière de producteur tandis qu’Altman y voyait son ticket d’entrée dans les hautes sphères d’Hollywood. Le casting est composé d’acteurs et d’actrices du théâtre local qui jouaient alors dans les films de la Calvin Company, des membres de la famille Altman, et de trois acteurs en provenance de Hollywood, dont Tom Laughlin qui incarnera plus tard le personnage principal de Billy Jack. L’équipe technique était, elle, composée d’anciens collègues de la Calvin Company et d’amis qu’Altman compte embarquer dans sa « grande évasion de Kansas City ». En 1956, accompagné par son assistant réalisateur Reza Badiyi, il quitte Kansas City pour de bon pour aller monter The Delinquents à Hollywood. United Artists en assura la distribution pour 150 000 USD et le film en rapporte près d’un million lors de sa sortie en 1957.

### Réalisations pour la télévision
Le succès de The Delinquents fut de courte durée, mais le film attira l’attention d’Alfred Hitchcock qui demanda à Altman de réaliser quelques épisodes de sa série télé Alfred Hitchcock présente (Alfred Hitchcock Presents). Entre 1958 et 1964, Altman réalisa de nombreux épisodes de séries télé, dont Combat !, Bonanza, Whirlybirds et Route 66, et écrivit et réalisa en 1961 un épisode de Maverick intitulé Bolt From the Blue dans lequel joua Roger Moore et qui avait pour thème un lynchage. Il réalisa également un épisode de la série télé Bus Stop mais sa fin, dans laquelle un tueur échappait à la justice, était tellement sujette à controverse que la diffusion de la série s’arrêta à la fin de la saison à la suite de débats au Congrès américain.

### Succès marquants
Par la suite, Altman connut plusieurs années difficiles après s’être brouillé avec Jack Warner, et c’est à cette époque qu’il forgea ses convictions « anti-hollywoodiennes » qui marquèrent une étape dans sa carrière. Il réalisa plusieurs autres longs métrages qui ne connurent aucun succès jusqu’à ce qu’en 1969 on lui présente le scénario de M*A*S*H, lequel avait déjà été rejeté par des douzaines d’autres réalisateurs. Altman réalisa le film qui rencontra un immense succès tant critique que public. Ce fut son film le plus rentable. Sa carrière relancée par le succès de M*A*S*H, Altman enchaîna les succès critiques avec des films comme John McCabe (McCabe & Mrs. Miller), Le Privé (The Long Goodbye) ou Nashville (1975) qui fit connaître le style expérimental spécifique de Altman.
En tant que réalisateur, Altman préférait les histoires qui faisaient ressortir les relations entre les différents personnages ; il disait être plus intéressé par les motivations profondes des personnages que par les intrigues à tiroirs. Il avait ainsi pour habitude de n’écrire que les grandes lignes de l’intrigue de ses films ; il considérait ses scénarios comme n’étant que de simples armatures pour l’action et permettait à ses acteurs d’improviser des dialogues. C’est ainsi qu'Altman s’est forgé sa réputation de directeur d’acteurs qui l’a aidé à réunir des castings d’acteurs prestigieux.
Il permettait souvent à ses personnages de parler en même temps de manière qu'on ne sache plus qui disait quoi. Il fait remarquer dans les commentaires audios de John McCabe (McCabe & Mrs. Miller) qu’il laisse les dialogues se chevaucher et certains aspects de l’intrigue non résolus pour garder captive l’attention du spectateur. Il écoutait les dialogues avec des écouteurs pendant les prises pour s’assurer que ce qui était pertinent était audible sans pour autant détourner l'attention du spectateur. Il s’assurait aussi que ses films soient interdits aux moins de 17 ans par la Motion Picture Association of America de manière que les enfants ne puissent pas les voir ; il pensait que les enfants n’avaient pas la patience nécessaire pour les regarder. Ces exigences ont parfois été à l’origine de conflits avec les studios qui voyaient dans les enfants une source de revenus supplémentaires.
Altman a fait des films dont aucun autre réalisateur et/ou studio ne voulait. Il a hésité avant de réaliser la comédie sur la guerre de Corée M*A*S*H à cause des pressions inhérentes au projet, mais les critiques l’acclamèrent et le jury du Festival de Cannes lui accorda le Grand Prix du meilleur film en 1970. Le succès fut tel que le thème fut décliné en une série télé portant le même nom – M*A*S*H.
En 1975, Altman réalisa Nashville pour la Paramount, une sorte de comédie musicale qui met en parallèle le thème de la politique avec celui de la musique country. Les acteurs du film ont écrit leurs propres chansons. Keith Carradine reçut un Oscar pour sa chanson "I'm Easy".
Le style développé par Altman eut du mal à trouver son public dans un premier temps et il chercha à acquérir une plus grande liberté artistique en fondant Lions Gate Film (ne pas confondre avec Lionsgate). Un mariage (A Wedding), Trois femmes (3 Women) et Quintet font partie des films qu’il réalisa pour sa maison de production.
Son style influença de nombreux autres cinéastes comme Paul Thomas Anderson pour qui il avait une admiration réciproque.

### Milieu de carrière et renaissance
En 1980, il prit part à une tentative de comédie musicale pour les studios Disney et la Paramount en réalisant une version filmée de la bande dessinée Popeye dans laquelle Robin Williams fit ses débuts au cinéma dans le rôle-titre. Les critiques ne ménagèrent pas le film, mais il trouva tout de même un public et se classa à l’époque au deuxième rang des films les plus rentables du réalisateur (il a depuis été détrôné par Gosford Park). Dans les années 1980, Altman réalisa une série de films qui furent pour certains encensés (le film dramatique sur Richard Nixon Secret Honor) et pour d’autres descendus en flammes par la critique (O.C. & Stiggs). Il fut par ailleurs très largement applaudi pour sa fiction documentaire satirique sur les coulisses de la campagne présidentielle américaine Tanner '88 pour laquelle il reçut un Emmy Award et retrouva les bonnes grâces de la critique. Mais malgré cela, il peinait toujours à trouver son public.
En 1983, Altman participa à la composition de la chanson à succès Black Sheep du chanteur de country John Anderson.
Sa carrière connut un second souffle après qu’il eut réalisé The Player en 1992, une satire sur Hollywood et ses dérives qui fut en nomination trois fois aux Oscars dont une fois dans la catégorie Meilleur réalisateur. Altman remporta le Prix de la mise en scène au Festival de Cannes, fut nommé Meilleur réalisateur par la British Academy of Film and Television Arts (BAFTA) et par le New York Film Critics Circle (NYFCC), ce qui permit à l’industrie hollywoodienne – qui l’avait mis au placard pendant près d’une décennie – de se rendre compte qu’il était plus créatif que jamais.
À la suite du succès de The Player, Altman réalisa Short Cuts en 1993, l’adaptation ambitieuse de plusieurs nouvelles de Raymond Carver qui décrivait la vie de différents habitants de Los Angeles sur plusieurs jours. Le foisonnement de personnages et l’entrelacement de différentes histoires n’étaient pas sans rappeler son âge d’or des années 1970 et valurent à Altman un Lion d'Or à Venise ainsi qu'une nouvelle nomination aux Oscars dans la catégorie Meilleur réalisateur. Le film fut considéré comme son meilleur film et Altman lui-même considérait qu’il représentait, avec Tanner '88, son œuvre la plus originale. Suivirent The Gingerbread Man en 1998 qui reçut de bonnes critiques mais n’eut pas le succès escompté auprès du public, et Cookie’s Fortune en 1999 qui fut également bien accueilli par la critique. En 2001, son film Gosford Park se plaça pour de nombreux critiques parmi les dix meilleurs films de l’année.
Sa collaboration avec des studios indépendants tels que Fine Line, Artisan (aujourd’hui Lions Gate, société dont Altman fut cofondateur) et USA Films (aujourd’hui Focus Features), lui offrit les moyens nécessaires pour faire les films qu’il avait toujours voulu faire en dehors des pressions des studios hollywoodiens. Une version cinéma de la série radiophonique de Garrison Keillor A Prairie Home Companion sortit en juin 2006. Altman continua à travailler sur de nouveaux projets jusqu’à sa mort.
Après cinq nominations dans la catégorie Meilleur réalisateur et aucune récompense, l’Academy of Motion Picture Arts and Sciences lui décerna un Oscar d’honneur pour l’ensemble de son œuvre en 2006. Dans son discours qui suivit la remise de la statuette, Altman révéla qu’il avait reçu une greffe de cœur à peu près dix ans auparavant. Il plaisanta en faisant remarquer que l’Académie des Oscars s’était sans doute un peu précipitée en lui remettant le prix et qu’il sentait qu’il lui restait encore facilement quarante années à vivre.
Il parlait souvent de son film Brewster McCloud et de sa série télé Tanner '88 comme de ses deux œuvres les plus marquantes.

### Vie privée
Dans les années 1960, Altman vécut pendant neuf ans avec sa seconde épouse à Mandeville Canyon à Brentwood près de Los Angeles en Californie, selon Peter Biskind dans son livre "Easy Riders, Raging Bulls" (Touchstone Books, Simon and Schuster, New York, 1998).
En 2004, il déclara qu’il s’installerait en France si George W. Bush était réélu, mais il ne le fit pas. Il déclara par la suite qu’il voulait parler de la ville de Paris au Texas parce que « l'État du Texas est bien plus agréable quand [Bush] n’y est pas ». Il était membre du conseil de la NORML (National Organization for the Reform of Marijuana Laws). Il avait cinq enfants.

### Mort
Altman est mort le 20 novembre 2006 à l'âge de 81 ans à la clinique Cedars-Sinai de Los Angeles. Selon sa maison de production new-yorkaise, Sandcastle 5 Productions, il est mort des suites d'une leucémie.

## Style et thématiques
Robert Altman est reconnu comme le grand spécialiste du film choral,. Depuis 2008, un prix porte son nom aux Spirit Awards récompensant le meilleur casting d'un film indépendant, ce prix ayant jusqu'à présent fait la part belle aux films chorals.

## Filmographie

### Acteur
- 1947 : La Vie secrète de Walter Mitty (The Secret Life of Walter Mitty) de Norman Z. McLeod
- 1965 : Pot au feu (pl) de lui-même
- 1970 : Events de Fred Baker (de)
- 1973 : Le Privé (The Long Goodbye) de lui-même
- 1981 : Un amour infini (Endless Love) de Franco Zeffirelli

### Réalisateur

#### Documentaires
- 1951 : Modern football
- 1952 : King basketball
- 1953 : The Last Mile
- 1954 : The Builders
- 1954 : Better football
- 1957 : L'Histoire de James Dean (The James Dean Story)
- 1993 : The real McTeague (TV)

#### Cinéma: Court métrage (fictions)
- 1952 : The Sound of Bells
- 1955 : The Perfect Crime
- 1965 : Pot au feu
- 1965 : The Katherine Reed Story

#### Cinéma: Long métrage (fictions)
- 1957 : The Delinquents

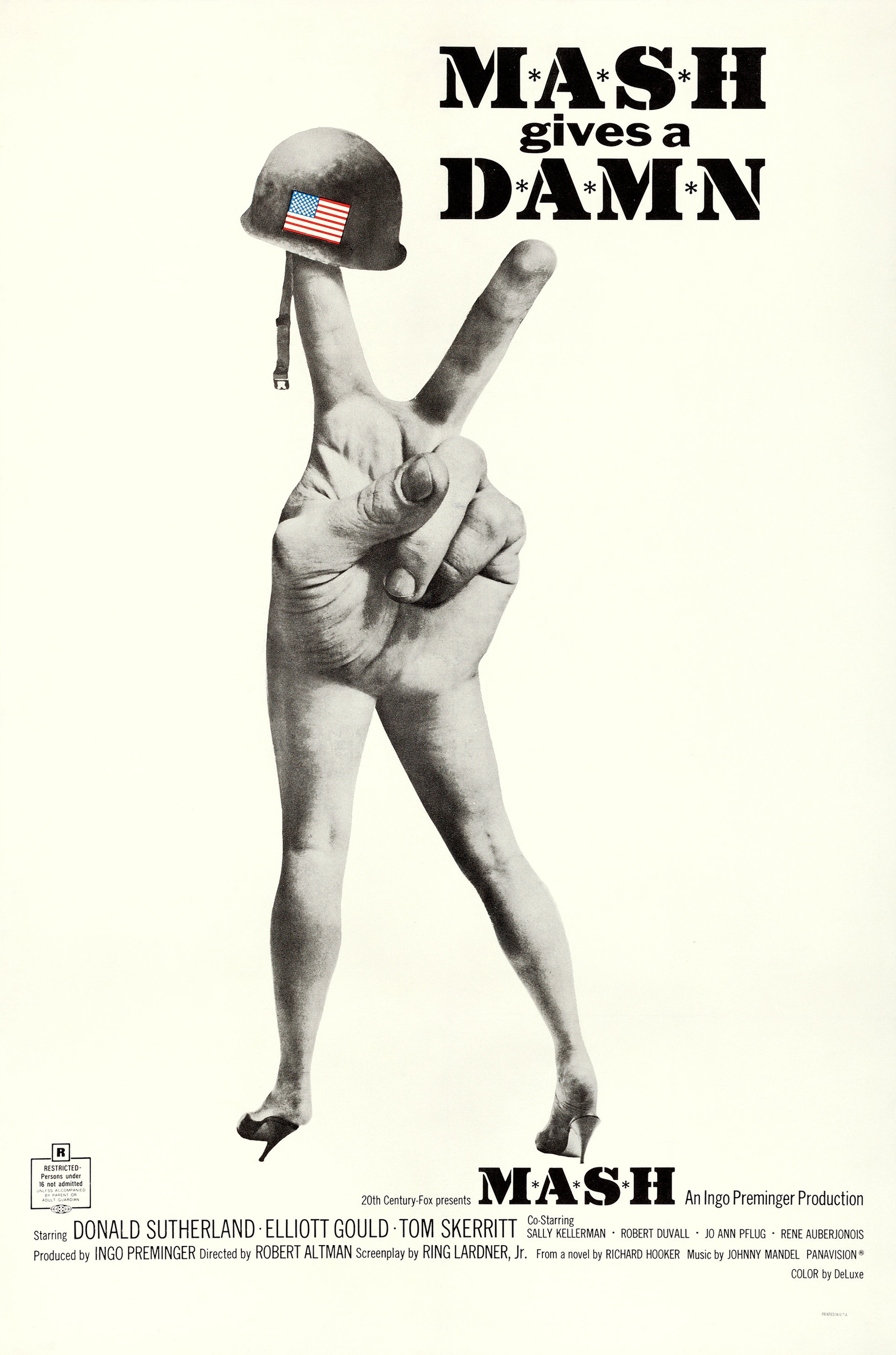
Affiche de M*A*S*H (1970).

- 1967 : Objectif Lune (Countdown) (coréalisé avec William Conrad)
- 1969 : That Cold Day in the Park
- 1970 : M*A*S*H
- 1970 : Brewster McCloud
- 1971 : John McCabe (McCabe & Mrs. Miller)
- 1972 : Images
- 1973 : Le Privé (The Long Goodbye)
- 1974 : Nous sommes tous des voleurs (Thieves Like Us)
- 1974 : Les Flambeurs (California Split)
- 1975 : Nashville
- 1976 : Buffalo Bill et les indiens (Buffalo Bill and the Indians, or Sitting Bull's History Lesson)
- 1977 : Trois Femmes (3 Women)
- 1978 : Un mariage (A Wedding)
- 1979 : Quintet
- 1979 : Un couple parfait (A Perfect Couple)
- 1980 : Popeye
- 1982 : Health
- 1982 : Reviens Jimmy Dean, reviens (Come Back to the Five and Dime, Jimmy Dean, Jimmy Dean)
- 1983 : Streamers

- 1984 : Secret Honor
- 1984 : Vous avez dit dingues ? (O.C. and Stiggs) (sortie 1987)
- 1985 : Fool for Love
- 1987 : Beyond Therapy
- 1987 : Un sketch (Aria) - segment Les Boréades
- 1990 : Vincent et Théo (Vincent & Theo)
- 1992 : The Player
- 1993 : Short Cuts
- 1994 : Prêt-à-Porter
- 1996 : Kansas City
- 1998 : The Gingerbread Man
- 1999 : Cookie's Fortune
- 2000 : Docteur T et les Femmes (Dr. T & the Women)
- 2001 : Gosford Park
- 2003 : Company (The Company)
- 2006 : The Last Show (A Prairie Home Companion)

#### Téléfilms
- 1964 : Nightmare in Chicago
- 1980 : Rattlesnake in a cooler
- 1982 : Two by south
- 1985 : The Laundromat
- 1987 : Basements
- 1988 : Ouragan sur le Caine : Le Procès (The Caine Mutiny Court-Martial)
- 1993 : Black and Blue
- 1993 : The Real McTeague (documentaire)
- 2004 : Tanner on Tanner (en)

#### Séries
- 1955 : The Millionaire (en)
- 1955 : Alfred Hitchcock présente (Alfred Hitchcock Presents)
- 1956 : The Gale Storm Show (en)
- 1957 : Sugarfoot
- 1957 : Maverick
- 1957 : Whirlybirds (en)
- 1958 : Peter Gunn
- 1958 : Bronco
- 1958 : Lawman (en)
- 1958 : Westinghouse Desilu Playhouse (en)
  - The sound of murder
- 1958 : U.S. Marshal
- 1959 : Bonanza
  - Bank Run
  - Sam Hill
  - Silent Thunder
  - The Dream Riders
  - The Duke
  - The Many Faces of Gideon Flinch
  - The Rival
  - The Secret
- 1959 : Hawaiian Eye
- 1959 : Troubleshooters
- 1960 : Surfside 6 (en)
- 1960 : Route 66
- 1961 : Bus Stop
  - Accessory by Consent
  - A Lion Walks Among Us
  - ...And the Pursuit of Evil
  - County General
  - Door Without a Key
  - Portrait of a Hero
  - Summer Lighting
  - The Covering Darkness
- 1962 : Combat !
- 1962 : The Gallant Men (en) (épisode pilote)
- 1963 : Kraft Suspense Theatre
  - Once Upon a Savage Night
  - The Hunt
  - The Long, Lost Life of Edward Smalley
- 1965 : The Long, Hot Summer (épisode pilote)
- 1988 : Tanner '88 (10 épisodes de 30 minutes)
- 1997 : Jazz '34
- 1997 : Gun (6 épisodes de 45 minutes)
  - Les Femmes du Président

## Distinctions

### Récompenses
- Festival de Cannes 1970 : Palme d'or pour M.A.S.H.
- Berlinale 1976 : Ours d'or pour Buffalo Bill et les Indiens
- Berlinale 1985 : Prix Fipresci pour Secret Honor
- Primetime Emmy Awards 1989 : Emmy du meilleur réalisateur pour une série dramatique pour l'épisode The Boiler Room de la série Tanner '88
- Festival de Cannes 1992 : Prix de la mise en scène pour The Player
- Mostra de Venise 1993 : Lion d'or pour Short Cuts
- Mostra de Venise 1996 : Lion d'or d'honneur pour sa carrière
- Berlinale 1999 : Prix de la Guilde des cinémas allemands d'art & d'essai pour Cookie's Fortune
- Golden Globes 2002 : Golden Globe du meilleur réalisateur pour Gosford Park
- Berlinale 2002 : Ours d'or d'honneur pour sa carrière
- Berlinale 2006 : Prix du jury des lecteurs du Berliner Morgenpost pour The Last Show
- Oscar 2006 : Oscar d'honneur attribué le 5 mars 2006 au Théâtre Kodak de Los Angeles

### Sélections et nominations
- Oscars 1971 : nomination à l'Oscar du meilleur réalisateur pour M.A.S.H.
- Golden Globes 1971 : nomination au Golden Globe du meilleur réalisateur pour M.A.S.H.
- Festival de Cannes 1972 : en compétition pour la Palme d'or pour Images
- Oscars 1976 : nomination à l'Oscar du meilleur film et du meilleur réalisateur pour Nashville
- Golden Globes 1976 : nomination au Golden Globe du meilleur réalisateur pour Nashville
- Césars 1976 : nomination au César du meilleur film étranger pour Nashville
- Festival de Cannes 1977 : en compétition pour la Palme d'or pour Trois femmes
- Césars 1979 : nomination au César du meilleur film étranger pour Un mariage
- Mostra de Venise 1983 : en compétition pour le Lion d'or pour Streamers
- Festival de Cannes 1986 : en compétition pour la Palme d'or pour Fool for Love
- Festival de Cannes 1987 : en compétition pour la Palme d'or pour Aria
- Oscars 1993 : nomination à l'Oscar du meilleur réalisateur pour The Player
- Golden Globes 1993 : nomination au Golden Globe du meilleur réalisateur pour The Player
- Césars 1993 : nomination au César du meilleur film étranger pour The Player
- Oscars 1994 : nomination à l'Oscar du meilleur réalisateur pour Short Cuts
- Golden Globes 1994 : nomination au Golden Globe du meilleur scénario pour Short Cuts
- Césars 1995 : nomination au César du meilleur film étranger pour Short Cuts
- Festival de Cannes 1996 : en compétition pour la Palme d'or pour Kansas City
- Mostra de Venise 2000 : en compétition pour le Lion d'or pour Docteur T et les femmes
- Oscars 2002 : nomination à l'Oscar du meilleur film et du meilleur réalisateur pour Gosford Park
- Golden Globes 2002 : nomination au Golden Globe du meilleur réalisateur pour Gosford Park
- Césars 2003 : nomination au César du meilleur film de l'Union européenne pour Gosford Park